# Il lanciatore di coltelli
Il lanciatore di coltelli, pubblicato nel 2002, è un album del cantautore Roberto Vecchioni.

## Descrizione
I "coltelli" del titolo e delle due canzoni presenti nell'album, Storia e leggenda del lanciatore e Il lanciatore di coltelli, sono i pensieri e le idee grandi e piccole, dei grandi geni ma anche delle persone comuni. Tutte le canzoni e le musiche sono di Roberto Vecchioni ad eccezione de "Il Mago di Oz", alla quale ha collaborato Mauro Pagani, che ha poi curato anche tutti gli arrangiamenti. L'album è stato scritto a Torino.

### Figlio, figlio, figlio
Prendendo spunto da Jacopone da Todi, il testo riflette sul ruolo paterno e su come i figli debbano, anche attraverso la contestazione, diventare adulti e autonomi anche a volte rispondendo contro i genitori.

### Shalom
Addio di un figlio contrario a una guerra che sembra inarrestabile.

### La bellezza
La canzone è ispirata a la Morte a Venezia, un racconto di Thomas Mann, dove si racconta dello scrittore Gustav von Aschenbach e del suo viaggio a Venezia alla ricerca di nuova ispirazione. Qui è colpito dalla bellezza di Tadzio, ragazzo di origine polacca. L'amore impossibile che ne nasce gli fa trascurare anche l'epidemia di colera esplosa nella stessa Venezia, errore che lo porterà alla morte.

### Malinconia leggera
Racconta questo stato d'animo e l'emozione che ne scaturisce. Una sorta di limbo sempre in equilibrio: "malinconia, puttana che mi fotti/ con il tempo e la distanza/ e butti là che le persone amate/ non le ho amate mai abbastanza..."

### Ma che razza di Dio c'è nel cielo?
Approfondisce il tema della presenza del dolore sulla terra e dell'esistenza di Dio.

### Viola d'inverno
Qui Vecchioni immagina che, in punto di morte, si possa sentire il suono di una viola, la canzone, come riferito nei concerti dallo stesso Vecchioni, si ispira a una leggenda dei Pellerossa.

### La mia stanza
Fotografia, oltre che della propria stanza, anche della propria vita.

### Il mago di Oz
Canzone contro il potere.

## Tracce
1. Figlio, figlio, figlio – 3:41
2. Shalom – 4:12
3. La bellezza – 3:37
4. Malinconia leggera – 5:31
5. Storia e leggenda del lanciatore – 3:59
6. Ma che razza di Dio c'è nel cielo – 4:27
7. Viola d'inverno – 4:18
8. La mia stanza – 3:39
9. Il lanciatore di coltelli – 2:51
10. Il mago di Oz – 5:27

## Formazione
- Roberto Vecchioni – voce
- Mauro Pagani – chitarra, voce, steel guitar, bouzouki, oud, mandolino, violino
- Mauro Di Domenico – chitarra classica
- Paolo Jannacci – fisarmonica
- Luca Scarpa – tastiera, pianoforte
- Fabio Moretti – chitarra acustica, chitarra elettrica
- Lucio Bardi – chitarra acustica, chitarra elettrica
- Arnaldo Vacca – percussioni
- Pier Michelatti – basso
- Lele Melotti – batteria
- Ilaria Biagini – flauto